# Козлова, Елена Дмитриевна
Елена Дмитриевна Козлова (19 апреля 1973) — белорусская футболистка, выступавшая на позиции полузащитника.
Первым клубом была брестская «Жемчужина».
В чемпионатах России по футболу в 2002—2003 и весной 2005 года играла за ногинскую «Надежду». В 2004 выступала за «ЦСК ВВС». Осенью 2005 года играла за московский «Спартак».
Позднее выступала в российских любительских соревнованиях по футболу и мини-футболу.

## Достижения
- Победитель международного турнира «Дружба-2003» (1): 2003